# Wikipedia in sloveno
La Wikipedia in sloveno (Slovenska Wikipedija), spesso abbreviata in sl.wikipedia o sl.wiki è l'edizione in lingua slovena dell'enciclopedia online Wikipedia. Tale edizione ebbe inizio ufficialmente nel marzo 2002.

## Statistiche
La Wikipedia in sloveno ha 191 961 voci, 487 839 pagine, 240 283 utenti registrati di cui 347 attivi, 22 amministratori e una "profondità" (depth) di 31 (al 21 marzo 2025).
È la 56ª Wikipedia per numero di voci ma, come "profondità", è la 43ª fra quelle con più di 100.000 voci (al 14 ottobre 2024).

## Cronologia
- 30 settembre 2003 — supera le 1000 voci
- 7 febbraio 2005 — supera le 10.000 voci
- 18 luglio 2007 — supera le 50.000 voci
- 15 agosto 2010 — supera le 100.000 voci ed è la 33ª Wikipedia per numero di voci
- 31 marzo 2016 — supera le 150.000 voci ed è la 42ª Wikipedia per numero di voci